# 台9線

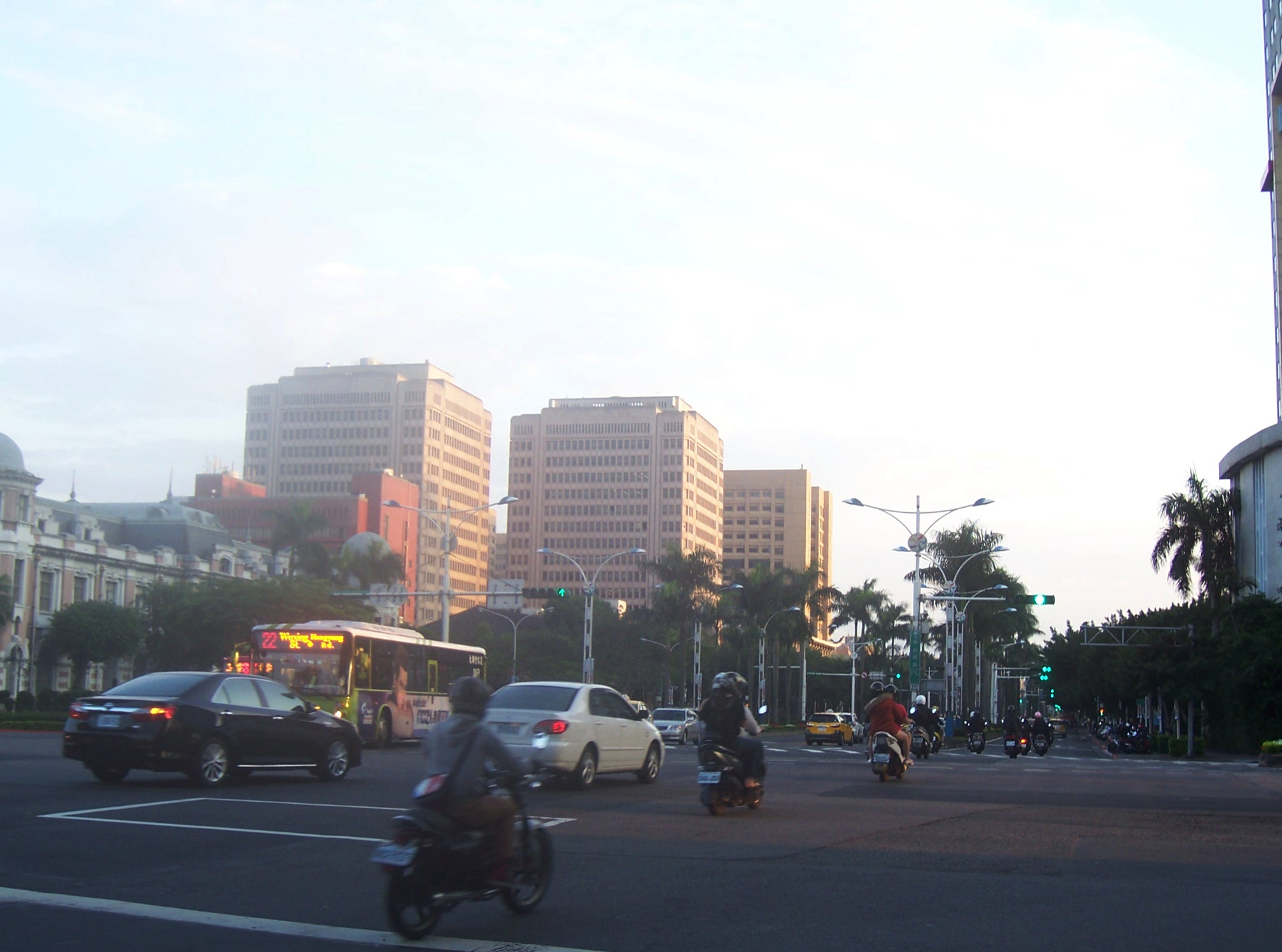
臺9線起點，位於監察院旁

台9線，又稱東部幹線，是臺灣東部一條南北向的臺灣省道，全長453.851公里。北起臺北市中正區中山南路忠孝東路口（行政院大門前，台灣公路原點），南迄屏東縣枋山鄉楓港（銜接臺1線往枋寮方向），由北到南縱貫所有東部縣市，包括臺北的中山南路、羅斯福路，以及北宜公路、蘇花公路、花東縱谷公路、南迴公路等幹線公路，皆是臺9線的構成路段，為臺灣東部重要公路之一，與西部的台1線大致構成環島路網。

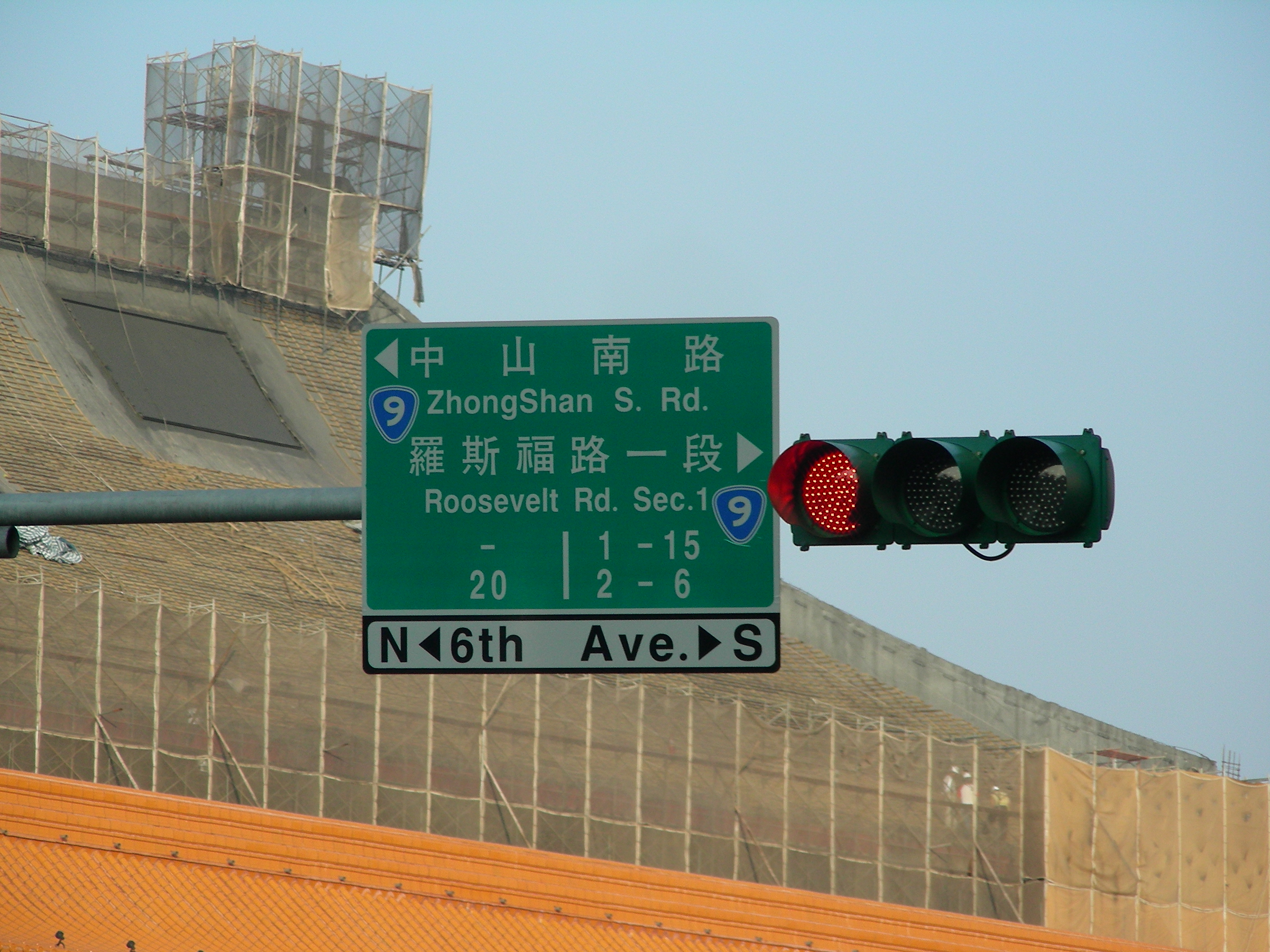
臺北市中山南路與羅斯福路交界處路名標誌，兩路均屬於臺9線；背景建築物為國家戲劇院

## 行經鄉鎮市區、里程數

### 北宜公路路段
台北市（中山南路、羅斯福路）
- 中正區：中山忠孝路口／行政院/監察院前0.0K（起點，與台1線、台3線、台5線、台1甲線共同起點）→立法院0.15K → 臺大醫院0.95K → 景福門 → 國家圖書館1.000K → 捷運中正紀念堂站 → 捷運古亭站 → 捷運台電大樓站 → 公館商圈 →
- 大安區：台灣大學4.000K → 捷運公館站 →
- 文山區：蟾蜍山登山口5.000K → 捷運萬隆站機房6.000K → 景美醫院7.000K → 台北市新北市市界7.366K →

新北市（北新路、北宜路）
- 新店區：鳴遠橋 7.5K →大坪林 → 七張 →碧潭派出所（右市道110號終點岔路） → 捷運新店站10.695K → 青潭（右台9甲線岔路）12.106K →
- 石碇區：二格公園 → 雲海國小24.871K →
- 坪林區：坪林37.916K（左市道106乙線岔路）→ 碧湖橋48.053K → 石牌56.661K（新北市宜蘭縣市縣界） →

宜蘭縣
- 頭城鎮：石牌56.661K（市縣界）→ 二城69.953K（台2庚線、Module:Jct第187行Lua错误：bad argument #2 to 'format' (string expected, got table)頭城交流道岔路）→
- 礁溪鄉：礁溪國小72.998K → 礁溪國中73.516K → 礁溪76.776K（右鄉道宜5-1線） → 四城車站 →
- 宜蘭市：環市東中山路口 → 新生（縣道192號及縣道192甲線岔路）→

### 蘭陽平原路段
- 宜蘭市：環市東東港路口（台7線岔路）→環市東縣民大道路口 （縣道190號岔路）→ 蘭陽大橋北端85.124k →
- 五結鄉（中正路）：蘭陽大橋南端85.837k→ 二結86.775k（左宜25線岔路） →
- 羅東鎮 （純精路）：竹林89.225k（縣道196號岔路）→ 羅東90.584k（台7丙線岔路）→
- 冬山鄉 （冬山路）：冬山95.928k（鄉道宜30線岔路） →
- 蘇澳鎮：武荖坑路口99.230k → 聖湖102.900k（左往台2戊線及台9丁線）→ 蘇澳隧道 104.3k（台2線岔路）

### 蘇花公路路段
宜蘭縣

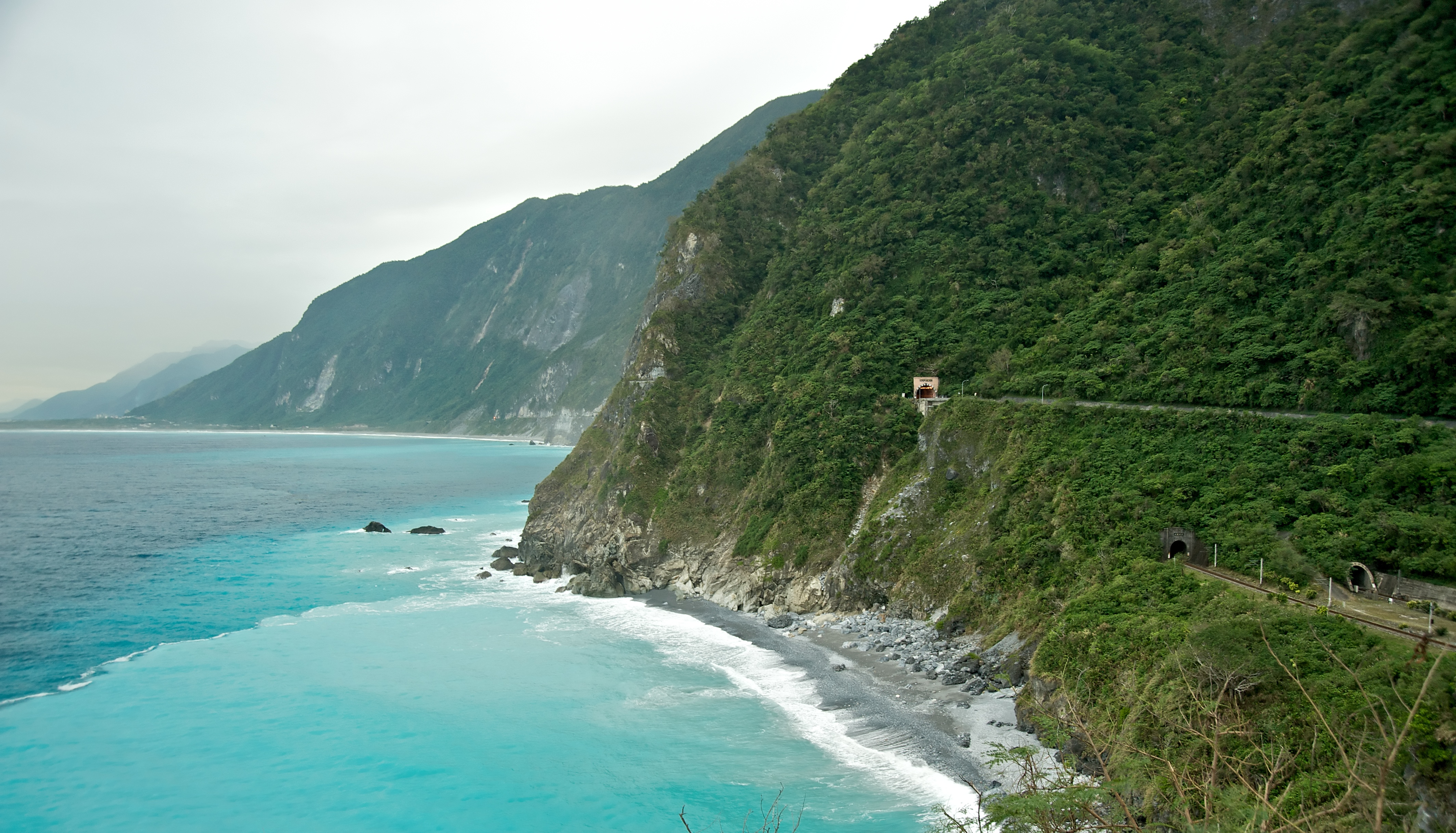
清水斷崖

- 蘇澳鎮：蘇澳隧道104.2K → 白米高架橋105K → 永樂高架橋107K → 東澳隧道108K →
- 南澳鄉：東澳北溪橋 → 東岳隧道112.8K → 幸福高架橋113K → 與台9丁線共線起點岔路113.4K → 新澳隧道117.6K  → 南澳123.9K（左宜56線岔路）→ 與台9丁線共線終點岔路 → 大南澳陸橋 → 南澳北溪橋 → 武塔隧道 → 南澳南溪橋 → 觀音隧道130K → 鼓音橋137K → 谷風隧道 → 漢本高架橋141K → 和平溪橋（宜蘭縣花蓮縣縣界）

花蓮縣
- 秀林鄉：和平（與台9丁線共線起點岔路）145K → 與台9丁線共線終點岔路 → 中仁隧道149K → 和仁卡南橋154K（與台9丁線共線）→ 仁水隧道155K → 大清水158K（台9丁線終點岔路）→ 下清水橋158.6K → 大清水隧道 → 13號隧道 → 錦文隧道 → 小清水（匯源）161.2K → 匯德隧道 → 崇德觀景台 → 崇德隧道163K → 德惠橋163.6K → 崇德162K（左花3線起點岔路）→ 太魯閣大橋北端168k（右花2線起點岔路）→
- 新城鄉 （新興路→博愛路→中正路→光復路→嘉里路）：太魯閣大橋南端170K（右台8線終點岔路）→ 三棧174K（左縣道193號起點岔路）→ 北埔183K（大漢技術學院前）
- 花蓮市 （府前路→中美路→中正路）：中正中山路口190K（花15線岔路）

### 花東公路路段
花蓮縣

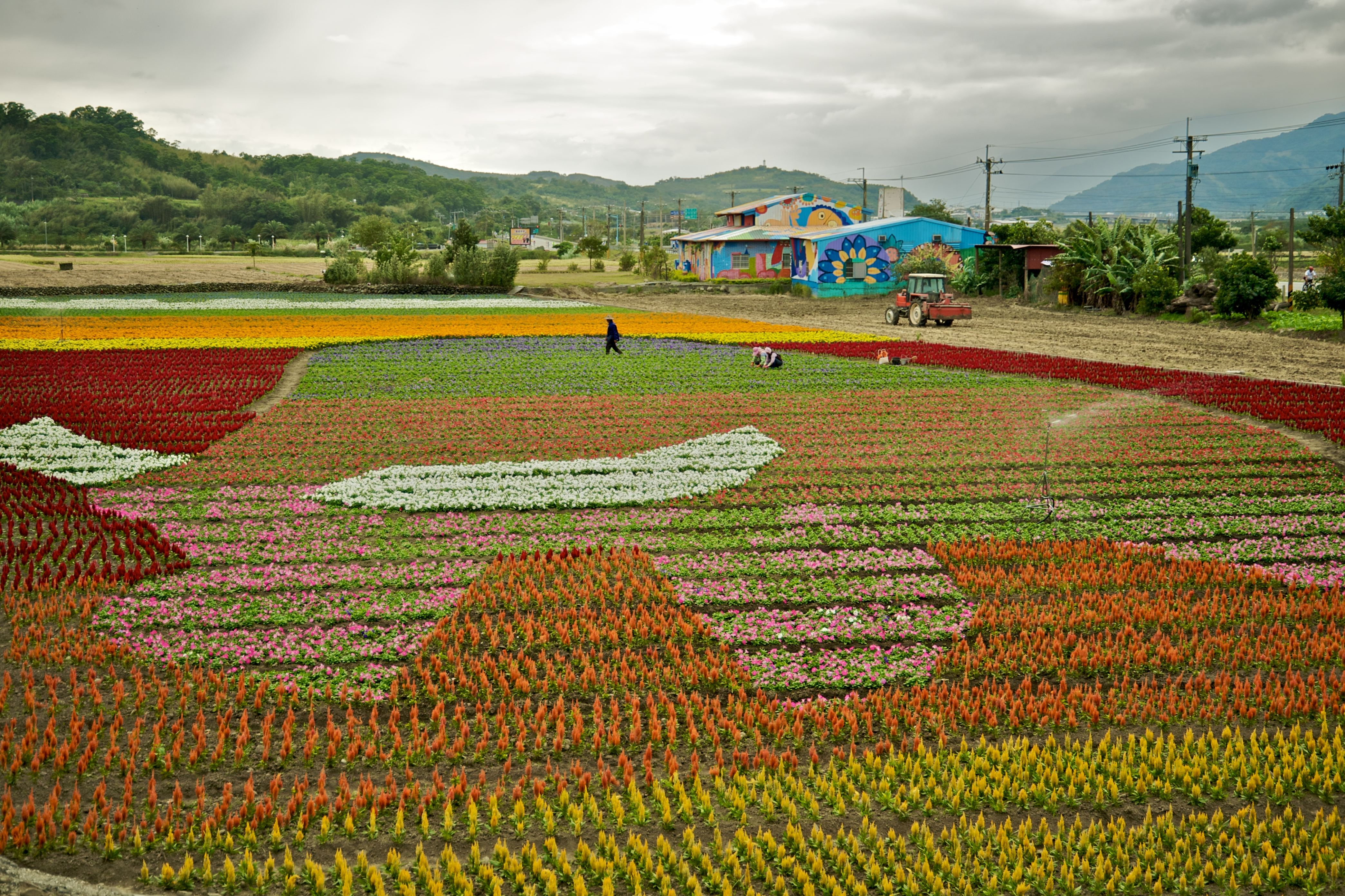
富里鄉公路旁

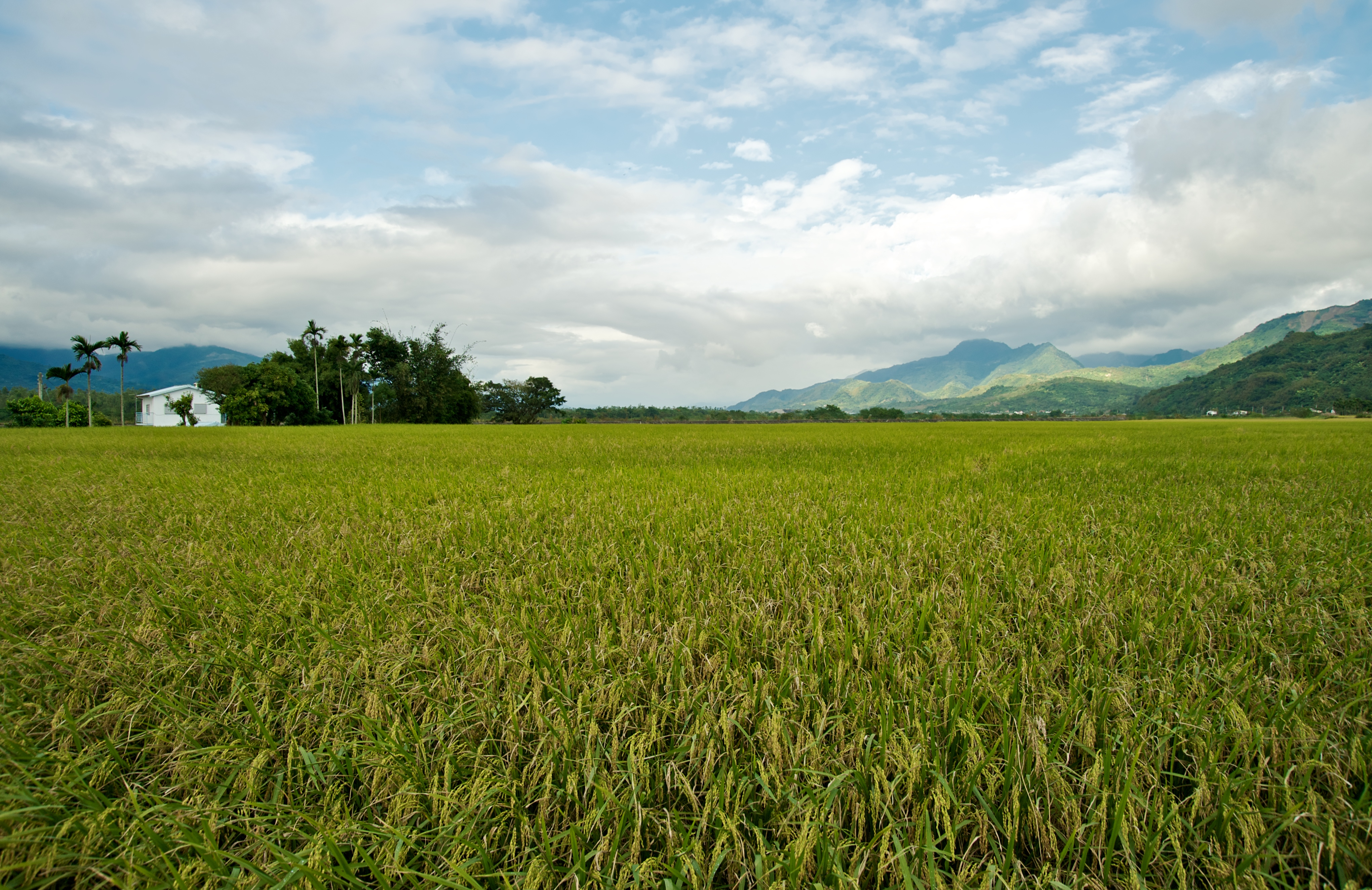
公路旁稻田

- 花蓮市：花蓮190.280K → 中正中華路口195.502K（右台9丙線岔路）
- 吉安鄉（吉豐路）：南埔192.458K（左台11線岔路） → 干城（右接台9丙線）
- 壽豐鄉（中山路→中華路→中央路→林榮路）：志學203.5K→壽豐205.949K（右台9丙線岔路） → 光華214.171K（左台11丙線岔路）
- 鳳林鎮：林榮217.100k → 鳳林224.350k → 長橋229.000k
- 光復鄉：馬太鞍溪橋232.429k（鎮鄉界）→ 光復235.405k（左台11甲線岔路，光復車站前）
- 瑞穗鄉：富源246.327k → 瑞穗255.250k → 舞鶴264.200k
- 玉里鎮：三民266.100k → 大禹272.400k → 玉里277.200k（興國路）（與台30線共線起點）→安通282.850k（與台30線共線終點）
- 富里鄉（大莊路→東竹路→中興路→中山路）：東里（東里派出所前）287.450k→富里301.210k（左台23線岔路）→ 縣界橋304.737k（花東縣界）

台東縣
- 池上鄉：慶豐310.890k→池上312.599k（右台20甲線終點岔路）
- 關山鎮：德高319.940k（台20線岔路）→關山322.293k→月眉326.513k
- 鹿野鄉：景豐329.969k→新豐330.987k→永隆335.178k→鹿野339.489k（鹿野車站前）
- 延平鄉：鹿鳴橋346.776k
- 卑南鄉：初鹿→檳榔359.925k→ 台9乙線岔路
- 臺東市：南王361.295k→卑南362.517k（左台11乙線岔路）→馬蘭364.386k（更生中興路口）

### 南迴公路路段
台東縣
- 台東市：馬蘭364.0k→台東糖廠365.0k→豐年國中368.0k→豐田370.0k→大南374.0k（右台9乙線終點岔路）→下建和380.0k→崎仔頭381.50k（左縣道194號岔路）→知本橋382.0k（市鄉界）
- 太麻里鄉：美和384.50k（左台11線終點岔路）→三和國小386.000k→太麻里386.5k（東63線岔路）→金崙397.2k→多良400.5k
- 大武鄉：大武418.0k（大武橋）→尚武421.0k
- 達仁鄉：達仁425.50k→安朔426.0k（左台26線終點岔路）→左台9戊線起點岔路426.9k→安朔高架橋428.1k→草埔森永隧道北口432.9k→

屏東縣
- 獅子鄉：草埔森永隧道南口437.5k→草埔437.6k（左台9戊線終點岔路）→雙流440k→沙布鐵橋446.2k
- 枋山鄉：獅子（左台26線起點岔路）→楓港453.851k（終點，與台1線連接）

## 支線

### 甲線
台9甲線（新店－烏來），計畫名新北橫公路，原本北起新北市新店區青潭，東迄宜蘭縣宜蘭市市區，其中在新店至烏來孝義，即所謂的「新烏公路」，為最初縣道111號的一部份（安坑公館崙－烏來）。
烏來孝義至員山雙連埤約30公里路段因通過福山植物園而一直處於計畫中（未闢建）狀態，直到2014年7月將本路線終點縮減至烏來，雙連埤－宜蘭路段重編為台7丁線。
- 新店區：青潭0.000k（起點，接台9線）→龜山7.818k；本路段為新烏路一段（青潭～粗坑里）、二段（屈尺里）與三段（龜山里）
- 烏來區：烏來13.971k→孝義19.964k（終點）

2014年解編路段
（北起新北市烏來區，東至宜蘭縣員山鄉，於2014年7月16日公告解編）
- 烏來區：孝義→西坑林道20km處→獅坑橋約27到28km→中間不明路段
- 員山鄉：阿玉山1225峰→雙連埤林道→雙連埤50k

2014年重編為台7丁線路段
- 員山鄉：雙連埤50k→圳頭56.084k→內員山60.834k→新城橋64k
- 宜蘭市：新城橋64k→宜蘭酒廠前舊城西南路口66.188k（終點，台7線岔路）

### 乙線
台9乙線（太平－豐田），北起台東縣卑南鄉太平，南至台東縣台東市豐田，全長3.407公里，該路線計畫原用意推測是因為賓朗到台東市→大南之間的台九線走向呈V字型，為節省路程而設計此一路線。
- 卑南鄉: 0.000K太平（起點，接台9線）→太平橋→太平村
- 台東市: 3.407豐田里（終點，接台9線）

解編後的台9乙線 利嘉至泰安路段

#### 舊線
2013.6.17原路線解編為市區道路，全線位於台東縣境，起點賓朗至泰安段未通車，未通車路段長3.372公里。
- 卑南鄉：0.000K賓朗村（起點，賓朗橋，接台9線）→太平溪（橋梁未興建）→4.000K泰安村（大巴六九）→利嘉村（呂家）
- 台東市：新園里大南部落（終點，接台9線）

### 丙線
台9丙線（花蓮－壽豐），北起花蓮縣花蓮市，南至花蓮縣壽豐鄉，全長22.803公里，為花蓮市區通往鯉魚潭的道路，全線位於花蓮縣境。
本線原為台9舊線，台9線自吉安鄉至壽豐鄉路段截彎取直並新建木瓜溪橋後改編為台9丙線。
- 花蓮市：花蓮（起點，中正中華路口，接台9線）→中華路→荳蘭橋（吉安溪，花蓮市界）
- 吉安鄉：荳蘭橋→中華路二段→南昌村→中山路三段→慶豐村（宮前）→吉安路二段→吉安村（吉野）→福興村→吉安路三段→南華村→吉安路五段→干城村（與台9線立體交會）→吉安路六段→華隆（初英／初音，花蓮監獄）→吉安橫斷道路開鑿記念碑→鄉界
- 秀林鄉：鄉界→銅門村榕樹部落→仁壽橋（木瓜溪）→文蘭村（接原台14線東段） →池南橋（鄉界）
- 壽豐鄉：池南橋→鯉魚潭→池南村→重光部落→光榮村→壽豐（終點，接台9線）

### 丁線

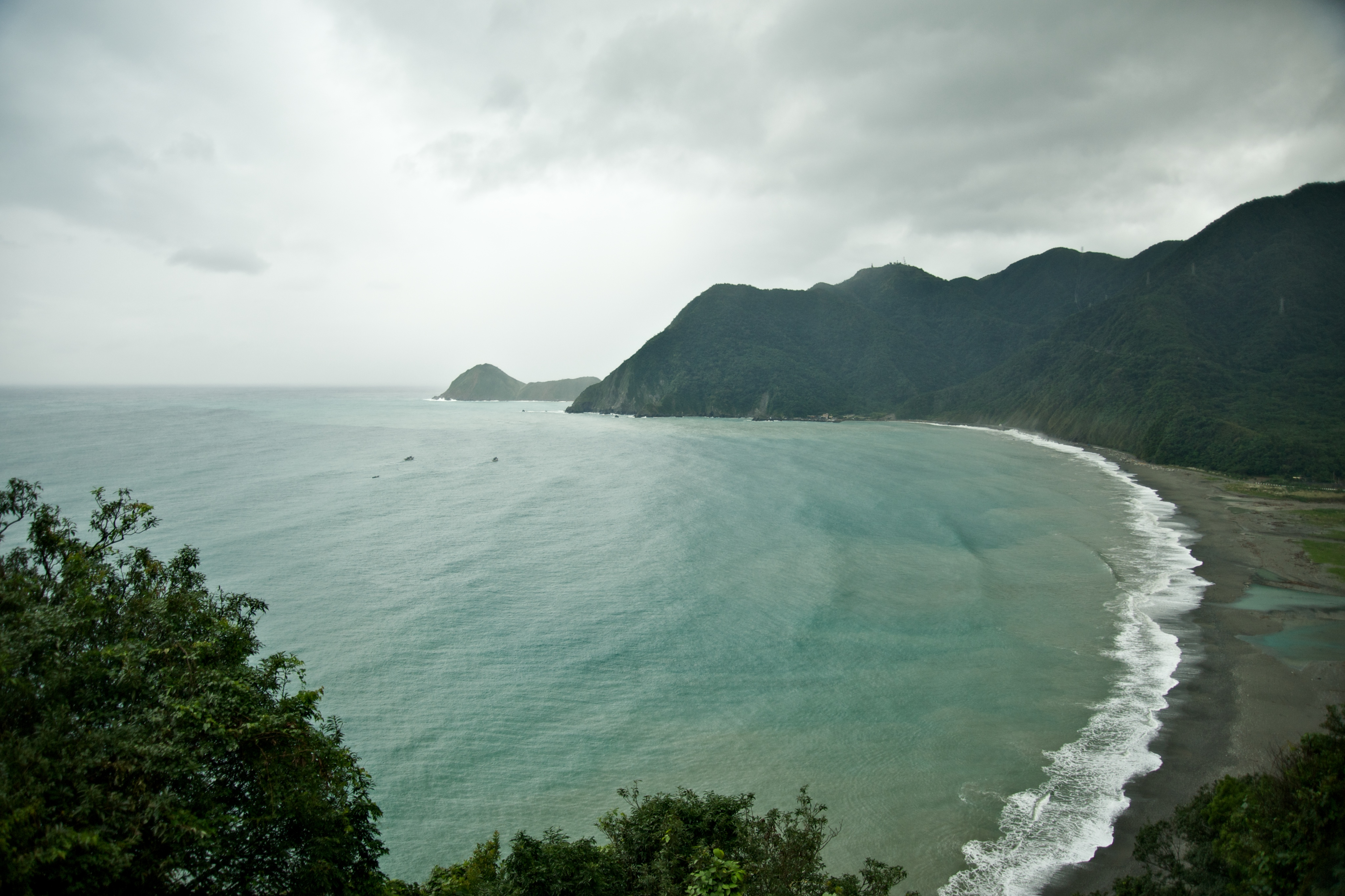
東澳灣及烏石鼻

台9丁線（蘇澳－大清水），為台九線蘇花公路改線之後，由舊線改編而成，也是臺灣公路系統中里程第三長的省道支線。
- 宜蘭縣
  - 蘇澳鎮：蘇澳市區中山、蘇港、聖愛路口箕山橋（起點，接台9線；與台2戊線共線起點）→中山路一段→0.5k蘇澳國小→1.8k白米橋→蘇東中路（與台2戊線共線終點）→蘇花路五段→2.5k砲台山、金刀比羅神社（左叉路蘇南公路往南方澳）→五公里→七公里（猴猴坑）→九宮里→正道橋（海拔約300-350公尺，蘇花公路舊線臨海最高點）→南蘇澳觀景台→烏岩角觀景台（蘇花公路安魂碑）→大坑橋（大崩塌區）→慶安堂（開路先鋒爺）→東澳橋（以下至南澳橋，蘇花公路西側屬南澳鄉、東側屬蘇澳鎮）→南澳鄉東岳村/蘇澳鎮東澳里15K（東澳至南澳間與台9線共線起點）→新澳隧道17K（長1162m，海拔約250公尺，以東有舊道往烏石鼻〈烏石鼻隧道〉）→大灣→南澳鄉南澳村/蘇澳鎮南強里→南澳橋26K（與台9線共線路段終點）
  - 南澳鄉：南澳橋→武塔→澳尾橋→南溪→魯基岳夫（日治時期為著名停車場，海拔約230公尺，Rukiyoh，旁有萼溫斷崖）→觀音44K（Go-on，又名高峰，海拔約224公尺）→觀音石→鼓音→谷風橋→漢本車站49K（半分Hanbun/百里分、白來分，蘇花公路中間點）→澳花隧道（原名漢本隧道，原長488m，現長504m）→澳花村路口→大濁水橋（花蓮宜蘭縣界）
- 花蓮縣秀林鄉：大濁水橋53K→和平村54K（克尼布Knibu/克來寶Kinebo）→和中58K（姑姑子Gugutsu，和平至和中與台9線共線）→和平隧道（長839m）→和中隧道（長370m）→和仁隧道（長783m）→和仁65K（卡那崗Kanagan）→卡南橋65.5K（與台9線共線）→和仁臨海短隧道（長28m，太魯閣國家公園界碑、清水斷崖北端之卡那岡斷崖）→仁清隧道（長200m，海拔約70公尺）→和清隧道（長315m）→大清水69.074K（終點，吳錦文段長紀念碑[8]，接台9線）

### 戊線
台9戊線（安朔－草埔），為原台9線南迴公路改線後的舊路線改編而成。
- 台東縣達仁鄉：達仁 /安朔村 0.0K（起點，阿塱衛'Aljungic，台9線岔路）→森永村3.9k（Morinaga）→白雲山莊5.7k→歸田10.0k→壽峠11.7k（南迴公路最高點，縣道199號岔路）
- 屏東縣獅子鄉：壽峠11.8k（屏東、台東縣界，南迴公路最高點，縣道199號岔路）→過遊仙橋 15k（跨越楓港溪）→草埔村 16.151K（終點，接台9線）

## 里程表
臺九線
| 縣市   | 鄉鎮         | 里程數(KM) |
| ------ | ------------ | ---------- |
| 臺北市 | 全區（南下） | 7.4        |
| 臺北市 | 中正區       | 4.6        |
|        | 文山區       | 2.8        |
| 臺北市 | 全區（北上） | 7.4        |
| 臺北市 | 中正區       | 2          |
|        | 大安區       | 3          |
|        | 文山區       | 2.4        |
| 新北市 | 全區         | 49.2       |
| 新北市 | 新店區       | 13.4       |
|        | 石碇區       | 9.9        |
|        | 坪林區       | 25.9       |
| 宜蘭縣 | 全區         | 86.6       |
| 宜蘭縣 | 頭城鎮       | 13.4       |
|        | 礁溪鄉       | 7.2        |
|        | 宜蘭市       | 8.3        |
|        | 五結鄉       | 2.9        |
|        | 羅東鎮       | 2.7        |
|        | 冬山鄉       | 7.9        |
|        | 蘇澳鎮       | 20.2       |
|        | 南澳鄉       | 24         |
| 花蓮縣 | 全區         | 161        |
| 花蓮縣 | 秀林鄉       | 26.5       |
|        | 新城鄉       | 17.2       |
|        | 花蓮市       | 6          |
|        | 吉安鄉       | 7.5        |
|        | 壽豐鄉       | 16         |
|        | 鳳林鎮       | 15.6       |
|        | 光復鄉       | 13         |
|        | 瑞穗鄉       | 19.1       |
|        | 玉里鎮       | 18.1       |
|        | 富里鄉       | 22         |
| 臺東縣 | 全區         | 130.5      |
| 臺東縣 | 池上鄉       | 6.5        |
|        | 關山鎮       | 12.8       |
|        | 鹿野鄉       | 17.5       |
|        | 延平鄉       | 0.3        |
|        | 卑南鄉       | 13.4       |
|        | 臺東市       | 21.3       |
|        | 太麻里鄉     | 30.5       |
|        | 大武鄉       | 19.9       |
|        | 達仁鄉       | 8.3        |
| 屏東縣 | 全區         | 19.2       |
| 屏東縣 | 獅子鄉       | 16.1       |
|        | 枋山鄉       | 3.1        |

臺九甲線
| 縣市   | 鄉鎮   | 里程數(KM) |
| ------ | ------ | ---------- |
| 新北市 | 全區   | 19.7       |
| 新北市 | 新店區 | 9.6        |
|        | 烏來區 | 10.1       |

臺九乙線
| 縣市   | 鄉鎮   | 里程數(KM) |
| ------ | ------ | ---------- |
| 臺東縣 | 全區   | 3.3        |
| 臺東縣 | 卑南鄉 | 3.3        |

臺九丙線
| 縣市   | 鄉鎮   | 里程數(KM) |
| ------ | ------ | ---------- |
| 花蓮縣 | 全區   | 22.7       |
| 花蓮縣 | 花蓮市 | 1.7        |
|        | 吉安鄉 | 9.7        |
|        | 秀林鄉 | 3.8        |
|        | 壽豐鄉 | 7.5        |

臺九丁線（原蘇花公路）
| 縣市   | 鄉鎮   | 里程數(KM) |
| ------ | ------ | ---------- |
| 宜蘭縣 | 全區   | 52.8       |
| 宜蘭縣 | 蘇澳鎮 | 29.6       |
|        | 南澳鄉 | 23.2       |
| 花蓮縣 | 全區   | 16.1       |
| 花蓮縣 | 秀林鄉 | 16.1       |

臺九戊線（原南迴公路）
| 縣市   | 鄉鎮   | 里程數(KM) |
| ------ | ------ | ---------- |
| 屏東縣 | 全區   | 4.3        |
| 屏東縣 | 獅子鄉 | 4.3        |
| 臺東縣 | 全區   | 11.7       |
| 臺東縣 | 達仁鄉 | 11.7       |

資料來源：Google地圖精算

## 交流道
- 頭城交流道

## 鄰近鐵路車站
- 台灣鐵路管理局
  - 宜蘭線：礁溪、四城、二結、中里、新馬、蘇澳新、蘇澳。
  - 北迴線：東澳、南澳、武塔、漢本、和平、和仁、崇德、新城、景美。
  - 台東線：志學、壽豐、豐田、林榮新光、光復、三民、東里、關山、鹿野。
  - 南迴線：太麻里、多良（停止營運、停靠）
- 台北捷運
  - 松山新店線：中正紀念堂、古亭、台電大樓、公館、萬隆、景美、大坪林、七張、新店區公所、新店，均沿台9線所經道路地下設置。

## 特色
- 台9線在1978年後成為臺灣公路系統中里程最長的公路，然蘇花改、南迴改竣工後，台9線縮短約20公里長，目前全長454.566公里[1]，因此現在為臺灣公路系統里程第二長的公路，僅次於台1線。
- 台9線於台東縣關山鎮德高（313.5K）至鹿野鄉武陵（328K）路段，全長14.5公里，為全台灣最長的直線公路[9][10]。
- 台9線的蘇花公路改善計畫路段（仁水隧道除外）路段，是台灣一般省道裡極少數禁止機車行駛的路段。[11]。
- 台9線在大武鄉尚武漁港旁設立大武之心南迴驛休息站，於2022年9月開幕，提供560坪賣場、景觀餐廳、海景咖啡廳、洗手間、觀景平台等設施，腹地規畫停放78輛機車、112輛小客車、17輛大客車車位，同時預留電動汽車充電設施，規模不輸高速公路休息站。是台東地區最大休憩站，結合漁港水岸景觀，建物造型也會是南迴門戶的新地標，與大武之心對望為南迴藝術季知名打卡景點「1314號的藍」。

## 外部連結
- 【台灣，你好！】沙發環島空拍鷹眼系列 - 台9線華麗高架道路2015/7/23卷一 （页面存档备份，存于）
- 全台最長的公路旅行，蒐集賓朗－池上的台九線景點 （页面存档备份，存于）